# Вокер Лејк (Невада)
Вокер Лејк (енгл. Walker Lake) насељено је место без административног статуса у америчкој савезној држави Невада.

## Демографија
По попису из 2010. године број становника је 275.
| Група             | 2000.    | 2010.       |
| Белци             | 0 (0,0%) | 236 (85,8%) |
| Афроамериканци    | 0 (0,0%) | 4 (1,5%)    |
| Азијати           | 0 (0,0%) | 4 (1,5%)    |
| Хиспаноамериканци | 0 (0,0%) | 6 (2,2%)    |
| Укупно            | 0        | 275         |